# María Jacinta Martínez de Sicilia y Santa Cruz
María Jacinta Guadalupe Martínez de Sicilia y Santa Cruz (Logroño, 16 de agosto de 1811 - Logroño, 3 de junio de 1878), fue una
destacada dama española casada con el general y político Baldomero Espartero. Como consorte de éste ostentó los títulos de princesa de Vergara, duquesa de la Victoria, duquesa de Morella, condesa de Luchana y vizcondesa de Banderas.

## Origen familiar

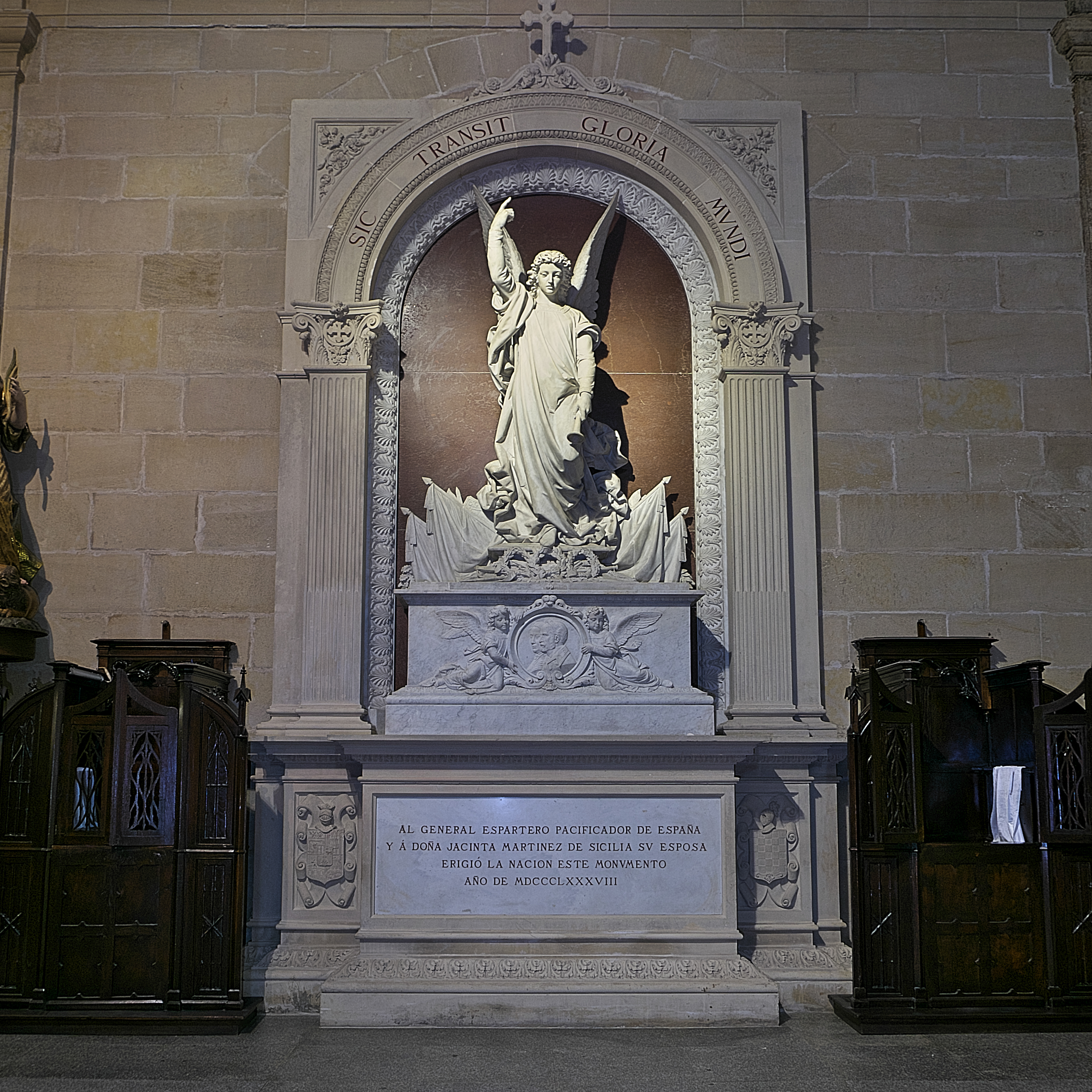
Sepulcro en la Concatedral de Logroño

Doña Jacinta pertenecía a dos de las familias más adineradas del Logroño de finales del siglo XVIII y comienzos del XIX. Por un lado su padre era Ezequiel Martínez de Sicilia, heredero de un sustancioso mayorazgo y descendiente de los Eloy de la Porta, que habían desempeñado el cargo de regidores perpetuos de la ciudad. Por otro, su madre era Anacleta Santa Cruz, hija de Domingo Santa Cruz, importante hacendado y banquero y una de las fortunas más destacadas de la región.
La educación de doña Jacinta corrió a cargo, sin embargo, de su abuela materna Guadalupe Ruiz de la Cámara y de su tía Josefa Martínez de Sicilia, debido a la muerte prematura tanto de su padre (cuando apenas tenía 8 meses) como de su madre (a los 5 años de edad). Se crio con ellas en una casa de la Ruavieja de Logroño que ocupa actualmente un restaurante llamado "La Reja Dorada".
Entre el resto de sus familiares destacan su hermanastra Vicenta (hija de su madre y de Vicente Fernández de Luco, segundo esposo de doña Anacleta), el esposo y las hijas de ambos (José Gutiérrez de la Concha, marqués de La Habana, Jacintinta y Vicentinta), sus tíos Javier y José Santa Cruz (hermanos de su madre) y su prima Damiana (hija de su tía Manuela Martínez de Sicilia).

## Matrimonio
El 13 de septiembre de 1827 Jacinta contrajo matrimonio en la Iglesia Colegial de la Redonda de Logroño con el entonces brigadier Baldomero Espartero. Les separaban 18 años de edad. La pareja se había conocido en una visita de la familia Santa Cruz a Pamplona, ciudad en la que Espartero estaba destinado. Tras la celebración del casamiento pasaron cuatro meses de luna de miel en París, hasta enero de 1828, cuando regresaron y fijaron su residencia en su Casa-Palacio, edificio que hoy en día alberga al Museo de La Rioja.

## Semblanza
La mayoría de las fuentes contemporáneas destacan la belleza y la elegancia de doña Jacinta. Así, por ejemplo, José Segundo Flórez indica que durante la toma de posesión de Espartero como regente "ocupadas las tribunas y galerías por muchas damas de distinción, entre las cuales brillaba también la duquesa de la Victoria, cuyos encantos naturales, cuya celestial belleza, realzábala más en este día la aureola de satisfacción y de gloria que ostentaba sin vanidad en su modesto semblante". En similares términos se expresaba el London Standard a su llegada a Londres en 1843: "el Correo del Havre afirma que la duquesa, que describe como una mujer muy hermosa y todavía joven, y de una expresión distinguida, se abrazó a su marido en cuanto subió a la cubierta del Prometeo".
Por otro lado, pese a no recibir una educación reglada fuera del hogar, los testimonios indican que fue una mujer culta e inteligente. También destacó por su religiosidad.

## Participación en política
Aunque nunca desempeñó oficialmente un cargo, las fuentes indican que doña Jacinta tuvo una gran influencia en su marido. Así lo demuestran las cartas que Espartero le envió durante la Primera Guerra Carlista, en las que puede leerse como informaba a su esposa de todos los detalles bélicos e incluso le pedía consejo. Se integró en la corte de la reina Isabel II en 1840, ayudando en la caída de la Regencia de María Cristina y el establecimiento de la Regencia de Espartero (1841-1843). Durante este último periodo se trasladó a la corte, donde colaboró con su marido en el control del ambiente cortesano que rodeaba a la reina Isabel II. En 1843 un pronunciamiento militar liderado por los generales moderados Narváez y Serrano obligó a exiliarse en Londres a su marido, al que acompañó doña Jacinta, no regresando a la Península hasta 1848. 
A su vuelta en 1848 ambos se retiraron a sus posesiones en Logroño, salvo el breve periodo del Bienio Progresista, durante el cual Espartero volvió a tener un gran protagonismo político. 
Un buen ejemplo de la confianza política que Espartero tenía en su esposa lo muestra el papel desempeñado por doña Jacinta para evitar la intentona carlista de San Carlos de la Rápita en 1860. Informado Espartero por el Primer Ministro Británico, Lord Palmerstone, de los planes del general Jaime Ortega, de levantarse contra la reina Isabel II, decidió enviar en misión secreta a su esposa para informar al presidente O 'Donnell de estas maniobras sin levantar las sospechas de los carlistas.

## Títulos y condecoraciones
Disfrutó de los títulos obtenidos por su esposo: princesa de Vergara, duquesa de la Victoria, duquesa de Morella, condesa de Luchana y vizcondesa de Banderas. En 1836 se le concedió el ingreso a la Orden de María Luisa. 

## Últimos años y muerte
Tras el Bienio Progresista el matrimonio vivió retirado en la ciudad de Logroño. Con la Revolución Gloriosa hubo varias intentonas para que la pareja aceptase la corona de España pero Espartero las rechazó. Tanto Amadeo I de Saboya como Alfonso XII los visitaron en Logroño como muestra de reconocimiento.
La muerte sorprendió a la duquesa de la Victoria el 3 de junio de 1878. La causa de la misma fue una congestión cerebral apoplégica.
Fue enterrada provisionalmente en el cementerio de Logroño. En 1888 sus restos y los de Espartero, quien falleció 6 meses después que ella, fueron trasladados a un mausoleo en el interior de la Iglesia Colegial de la Redonda de Logroño, donde todavía descansan.